# 56.com
56.com est un site internet d'hébergement de vidéo en République populaire de Chine.